# 미하일 게라시모프

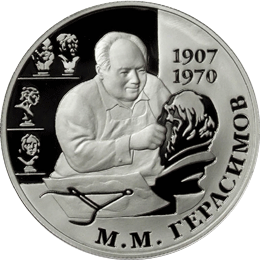
게라시모프 탄생 100주년을 기념한 러시아 은행의 기념 주화(2007년)

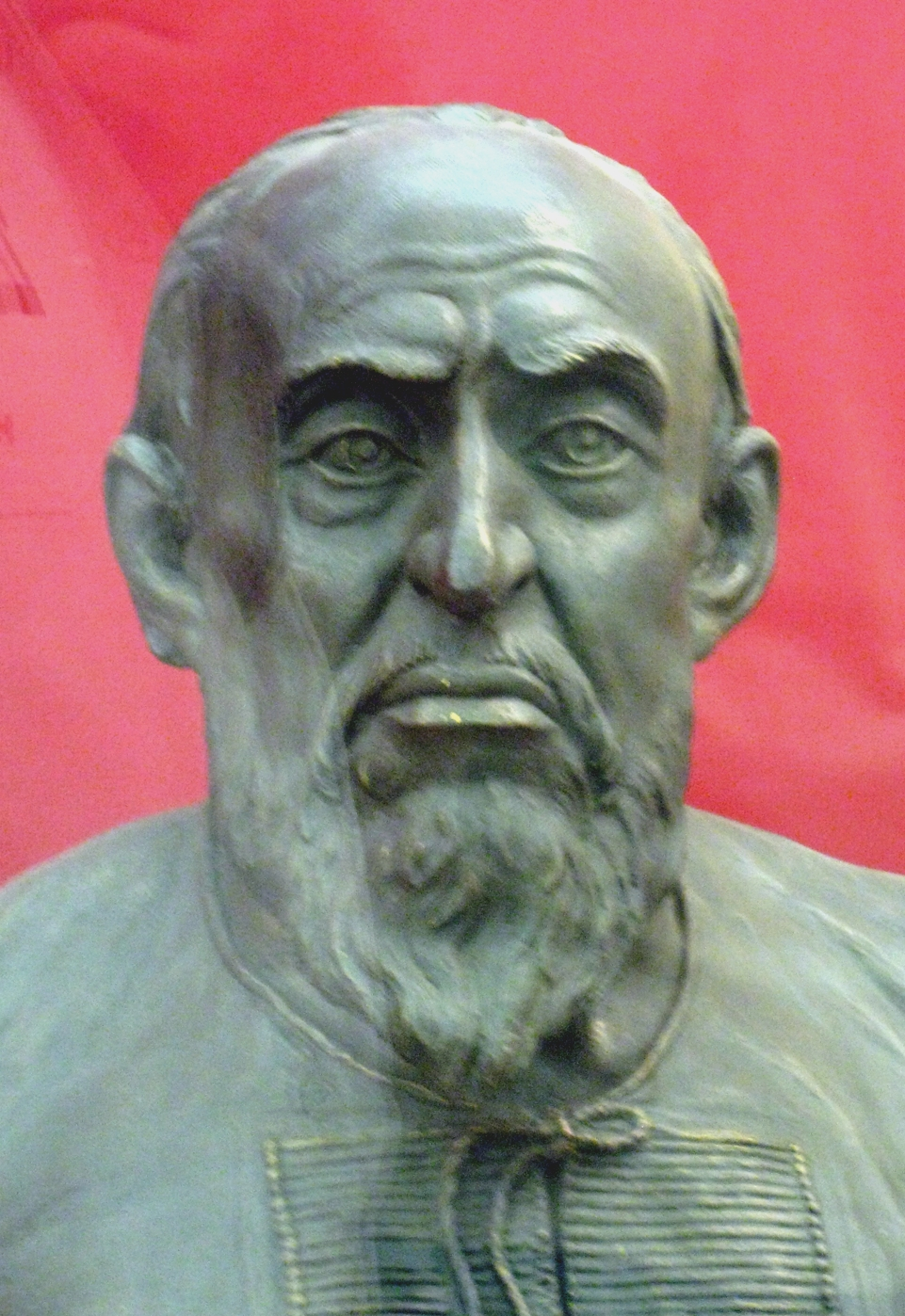
미하일 게라시모프가 법의학적으로 복원한 이반 4세의 얼굴

미하일 미하일로비치 게라시모프(러시아어: Михаи́л Миха́йлович Гера́симов, 영어: Mikhail Mikhaylovich Gerasimov, 1907년 9월 2일~1970년 7월 21일)는 소련의 고고학자이자 인류학자이다. 그는 말타-부레티 문화를 발견하고 인류학, 고고학, 고생물학, 법의학의 발견을 바탕으로 최초의 법의학적 조각(forensic sculpture)기술을 개발했다. 그는 두개골을 연구하여 가장 초기에 발굴된 호모 사피엔스와 네안데르탈인부터 티무르, 야로슬라프 1세 무드리, 이반 4세, 그리고 프리드리히 실러 등을 포함한 중세의 군주들과 고위 관리들에 이르기까지 200명이 넘는 사람들의 얼굴을 꼼꼼하게 재구성했다.

## 생애
미하일 게라시모프는 1907년 의사였던 그의 아버지가 이르쿠츠크 근처에 정착하기 직전 상트페테르부르크에서 태어났다. 어린 시절 그는 상트페레트부르크 지역의 건설 과정에서 발굴된 선사시대 동물들의 뼈를 연구했다.
1927년 게라시모프는 선사 시대 네안데르탈인과 자바원인을 최초로 재구성한 작품을 제작했으며 이는 현재 이르쿠츠크 박물관에 전시되어 있다. 그는 초기 인류의 두개골을 채취하고 정교한 측정과 해부학적 연구를 통해 사람들이 알아볼 수 있는 얼굴(때로는 가장 일반적인 표정을 포함)을 형성하는 방법을 배웠다. 그가 자신의 자서전 The Face Finder (1968)에서 쓴 것처럼 그는 "오래전에 죽은 사람들의 얼굴을 응시"할 수 있는 기회에 매료되었다. 역사적 인물들의 개인 초상화 해상도에 근접하기까지 10년의 연구와 실험이 필요했지만, 그의 첫 공개 작품은 1930년에 제작한 표도르 도스토옙스키의 어머니인 마리아 도스토예프스카야의 얼굴이다.
1928년에 게라시모프는 이르쿠츠크 대학의 고고학과에서 베른하르트 페트리 교수 밑에서 공부했으며 말타 등 시베리아의 석기시대 유적지를 조사하기 시작했다. 1932년에 그는 대학원 진학을 위해 레닌그라드로 이사했으며 그곳에서 인종 유형의 얼굴을 재구성할 수 있는지 알아보기 위해 여러 개의 두개골을 실험했다. 1937~1939년에 그는 소련 과학 아카데미에서 파푸아인, 카자흐인, 케브수르 백인 등 세 얼굴의 두개골을 재구성하고 NKVD를 위해 수많은 법의학적 재구성을 수행했다. 그는 또한 1938년에 야로슬라프 1세 무드리, 1939년에 안드레이 돌고루키의 얼굴을 재구성하여 대중에게 대단한 관심을 받았다.